# Crataegus aestivalis
Crataegus aestivalis és un arbust o arbret del gènere Crataegus dins la família de les rosàcies. És una planta amb flors originària del sud-est dels Estats Units, Mississipi, Alabama, Geòrgia, Florida, Carolina del Nord i Carolina del Sud que creix en zones baixes i humides. Els seus fruits, com els d'altres espècies del gènere Crataegus, es cullen per fer-ne una gelea molt apreciada. Entre aquestes altres espècies s'inclou Crataegus opaca que creix des de l'oest de Texas fins a Alabama.